# أندرانو
أندرانو (بالإيطالية: Andrano)‏ هي بلدة وبلدية في مقاطعة ليتشي في إقليم بوليا في جنوب إيطاليا.

## السكان
في سنة 1861 بلغ عدد السكان 1٬751 نسمة، وتطور العدد ليصل في سنة 2011 لـ 4٬962 نسمة.
يظهر هذا المخطط البياني تطور النمو السكاني لـ أندرانو